# Coupe de France de football 1931-1932
Navigation
Coupe de France 1930-1931 Coupe de France 1932-1933
L'édition 1931-1932 de la Coupe de France de football voit la victoire de l'AS Cannes, qui l’emporte en finale face au Racing Club de Roubaix.

## Premier tour
Le 1er tour se joue le 13 septembre 1931. Les résultats sont les suivants : 
- Merlebach - Sedan 5-1 ;
- Dombasle - Chalons 2-1 ;
- SU Lorrain - AC Epinal 4-0 ;
- Saint-Étienne - Bolbec 3-2 ;
- US Sotteville - Barentin 3-0 ;
- Espèrance Elbeuf - Harfleur 2-0 ;
- Meulon - Évreux 5-2 ;
- Groupe Sportif Alençon - US Mayenne 5-2 ;
- CAB Dunkerque - O Mervillois 12-1 ;
- US Coulogne - CS Audruicq 10-0 ;
- O St Ouen - RC Amiens 8-0 ;
- S Amiens - US Roye 1-4 ;
- US St Pol - USC Bethune 1-5 ;
- JA Armentières - ES Aire 4-1 ;
- SC Caudry - US Ham 7-0 ;
- USSM Hénin - US Carvin 2-1 ;
- US Drocourt - CA Lille 3-1 ;
- US Chauny - FC Mohon 4-2 ;
- AS Raismes - O Marcq 7-1 ;
- AA Roubaix - RC Buisson 5-6 ;
- JF Mazingarbe - AG Grenay 2-4 ;
- Arras Olympique - AAE Sallaumines 2-2.

## Deuxième tour
Le 2e tour se joue le 5 octobre 1931. Les résultats sont les suivants :
- Francs Archers de Laval - Alençon 0-5 ;
- Stella de Cherbourg- J.C Bricquebec 6-0 ;
- Stade Saint Lois - Jeanne d'Arc Saint Servan 1 à 6 ;
- Football Club Lorientais - Stade Dinanais 5 à 0 ;
- Drapeau de Fougères - US Le Mans 10 à 0 ;
- US Concarneau-Beuzec - US Quimperlé 2 à 0 ;
- Stade Malherbe Caennais - Union Divaise 4 à 1 ;
- La Mellinet - PM de Segré 6 à 0 ;
- AS Brestoise - US Ouvrière 4 à 2 ;
- Stade Quimpérois - Lorient Sport 4 à 2 après prolongation ;
- Sporting Club Chartrain - Stade Lavallois 3 à 3 après prolongation ;
- USDP - Stade Nantais 1 à 1 après prolongation ;
- Stade Lesnevien - Armoricaine de Brest 3 à 3 ;
- Korrigans Vannetais - AS Cheminots Rennais 3 à 0 ;
- ES Saint Brieuc - VVUS 2 à 1 ;
- Étoile Dinardaise - Stade Briochin 4 à 2 ;
- Olympique Bas Normand - Stade Pont-Audemérien 5 à 1.

## Troisième tour
Le 3e tour se joue le 26 octobre 1931. Les résultats sont les suivants : 
- AS Lorraine - CS Neuhof 6-2 ;
- Stella Cherbourg - AS Bourse 5 à 1 ;
- En Avant Guingamp - CO Billancourt 1 à 3 ;
- FC Lorientais - ES Saint Brieuc 6 à 2 ;
- US Concarnoise-Beuzec- Stade Quimpérois 0 à 1 ;
- SC Bernay - S.M Caennais 4 à 1 ;
- Drapeau de Fougères - Olympique Bas Normand 3 à 2 ;
- Dinard ASC - Stade de l'Est 3 à 1 ;
- Stade Lavallois - AS du Centre 0 à 4 ;
- AS Brestoise - AS Amicale 4 à 8 ;
- Stade Nantais - SCO Angers 2 à 3 ;
- Girondins GS - Mellinet de Nantes 3 à 1 ;
- Stade Briochin - Korrigans Vannetais 6 à 2 ;
- Jeune d'Arc Saint Servan - Armoricaine 4 à 1 ;

## Trente-deuxièmes de finale
Les 32e de finale se jouent le 21 décembre 1931. Les résultats sont les suivants :
- CDE Bordeaux - Olympique Alès : 0-1 ;
- Amiens AC - Saint-Aubin : 8-1 ;
- RC Strasbourg - US Annemasse : 1-2 ;
- RC Arras - US Belfort : 3-4 ;
- Girondins Bordeaux - US Suisse Paris : 1-0 ;
- US Boulogne-sur-Mer - SC Reims : 3-0 ;
- ES Bully-les-Mines - AS Strasbourg : 1-1 ap / 3-1 ;
- AS Cannes - SC Saint-Étienne : 3-0 par forfait ;
- USA Clichy - JA Saint-Servan : 5-1 ;
- Le Havre AC - SC Abbeville : 5-3 ;
- RC Lens - AS Troyes-Sainte-Savine : 6-1 ;
- UL Moyeuvre-Grande - Iris Club Lillois : 1-3 ;
- Olympique Lillois - JA Saint-Ouen : 5-1 ;
- FC Lorient - SC Bastidienne : 5-1 ;
- Olympique Marseille - Enghien-Ermont : 3-0 ;
- SO Montpellier - FA Illkirch-Graffenstaden : 6-1 ;
- FC Mulhouse - Lourches : 4-0 ;
- OGC Nice - FC Bischwiller : 4-2 ;
- SO Est - SC Nîmes : 0-4 ;
- CASG Paris - ASSB Oignies : 1-2 ;
- Drapeau Fougères - CA Paris : 3-5 ;
- Club Français - FC Grasse : 8-1 ;
- FC Mont-de-Marsan - RC France : 2-4 ;
- Stade Français - SCVHBM Marseille : 14-1 ;
- ES Juvisy - Excelsior de Roubaix : 1-2 ;
- US Quevilly - RC Roubaix : 0-4 ;
- FC Rouen - USO Bruay-en-Artois : 1-0 ;
- Red Star AC - Desvres : 5-0 ;
- US Saint-Servan - Stade Bordelais : 4-1 ;
- FC Sète - CA Saint-Fons : 4-0 ;
- FC Sochaux - ES Petite-Rosselle : 4-1 ;
- US Tourcoing - Hayange : 3-1.

## Seizièmes de finale
Les matches des seizièmes de finale se jouent le 10 janvier 1932. Les résultats sont les suivants.
| Équipe 1                   | Score | Équipe 2               | Lieu                                    | Spectateurs      |
| Amiens AC                  | 3 - 2 | SO Montpellier         | Stade de Paris (Saint-Ouen)             | 9 000            |
| US Belfort                 | 3 - 2 | Stade français         | (Troyes)                                |                  |
| S.A.-Girondins de Bordeaux | 1 - 0 | USA Clichy             | Stade Jean-Bouin (Angers)               |                  |
| AS Cannes                  | 2 - 1 | FC Mulhouse            | Stade Fernand Bouisson (Marseille)      | 8 000            |
| Le Havre AC                | 5 - 0 | ASSB Oignies           | Porte de Diane (Quevilly)               |                  |
| Iris Club Lillois          | 2 - 1 | CA Paris               | Stade Moulonguet (Amiens)               |                  |
| Olympique lillois          | 3 - 1 | US Tourcoing           | Parc Jean-Dubrulle (Roubaix)            | 15 000           |
| OGC Nice                   | 1 - 0 | ES Bully               | Stade Geoffroy-Guichard (Saint-Étienne) |                  |
| RC France                  | 4 - 3 | Club français          | Stade Buffalo (Montrouge)               | 12 000           |
| Excelsior AC Roubaix       | 5 - 1 | US Boulogne            | (Dunkerque)                             |                  |
| RC Roubaix                 | 5 - 1 | RC Lens                | (Arras)                                 |                  |
| FC Rouen                   | 4 - 0 | FC Lorient             | (Saint-Malo)                            |                  |
| Red Star                   | 5 - 0 | US Annemasse           | Stade de Bourtzwiller (Bourtzwiller)    | 4 000            |
| US Saint-Servan            | 1 - 0 | Olympique de Marseille | (Mont-de-Marsan)                        | public restreint |
| FC Sète                    | 2 - 1 | SC Nîmes               | Parc des Sports (Montpellier)           |                  |
| FC Sochaux                 | 3 - 2 | Olympique Alès         | (Lyon)                                  | public nombreux  |

## Huitièmes de finale
Les matches des huitièmes de finale se jouent le 7 février 1932. Les résultats sont les suivants.
| Équipe 1          | Score | Équipe 2                   | Lieu                               | Spectateurs |
| Le Havre AC       | 2 - 1 | Excelsior de Roubaix       | Stade Moulonguet (Amiens)          | 12 000      |
| Iris Club Lillois | 2 - 1 | FC Sète                    | Stade Tivoli (Strasbourg)          | 6 000       |
| RC France         | 2 - 1 | FC Sochaux                 | (Tourcoing)                        | 18 000      |
| OGC Nice          | 6 - 4 | Amiens AC                  | Stade Fernand Bouisson (Marseille) | 8 000       |
| FC Rouen          | 5 - 0 | US Saint-Servan            | Route de Lorient (Rennes)          | 12 000      |
| Olympique lillois | 1 - 0 | S.A.-Girondins de Bordeaux | (Nîmes)                            |             |
| AS Cannes         | 7 - 1 | US Belfort                 | Stade des Iris (Villeurbanne)      | 3 000       |
| RC Roubaix        | 3 - 0 | Red Star                   | Stade Buffalo (Montrouge)          | 15 000      |

## Quarts de finale
Les matches des quarts de finale se jouent le 6 mars 1932. Match RCF-HAC rejoue le 13 mars suivant. Les résultats sont les suivants.
| Équipe 1   | Score | Équipe 2          | Lieu                            | Spectateurs |
| RC Roubaix | 3 - 1 | FC Rouen          | Stade municipal (Le Havre)      | 22 327      |
| AS Cannes  | 2 - 0 | Olympique lillois | Stade olympique (Colombes)      | 10 000      |
| OGC Nice   | 3 - 1 | Iris Club Lillois | Parc des Sports (Montpellier)   | 10 000      |
| RC France  | 0 - 0 | Le Havre AC       | Stade Amédée-Prouvost (Roubaix) | 8 000       |
| RC France  | 4 - 2 | Le Havre AC       | Stade olympique (Colombes)      | 15 000      |

## Demi-finales
Les matchs des demi-finales se jouent le 3 avril 1932. Les résultats sont les suivants.
| Équipe 1   | Score | Équipe 2  | Lieu                       | Spectateurs |
| AS Cannes  | 1 - 0 | RC France | Métairies (Sète)           | 9 à 10 000  |
| RC Roubaix | 3 - 0 | OGC Nice  | Stade olympique (Colombes) | 15 000      |

## Finale

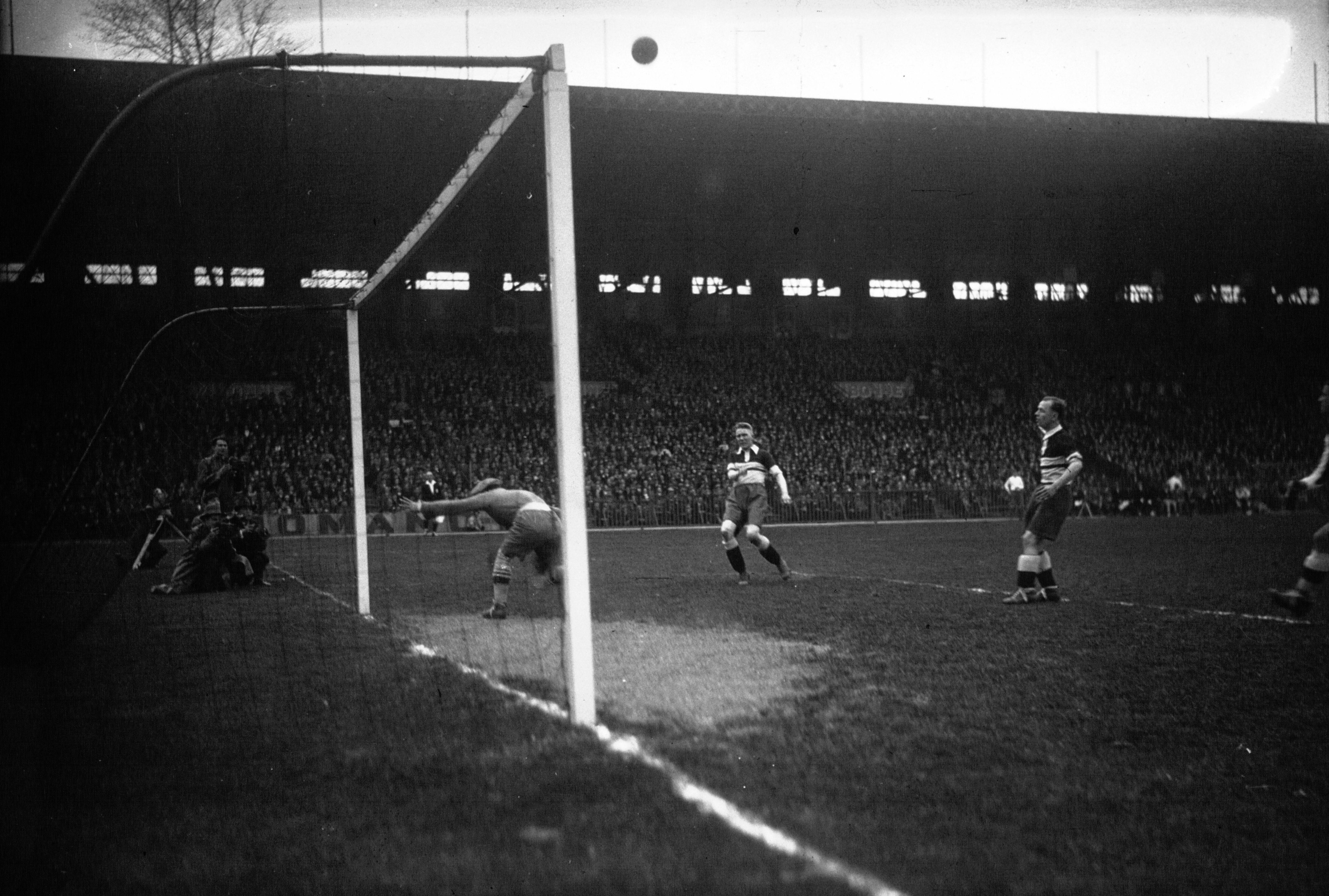
Scène de la finale.

| Clubs                  | AS Cannes - Racing Club de Roubaix |
| Score                  | 1-0 |
| Date                   | 24 avril 1932 |
| Stade                  | Stade Olympique, Colombes 36 143 spectateurs |
| Arbitre                | M. Louis Raguin |
| But                    | Cler (83e) |
| AS Cannes              | Francis Roux - Maurice Tourniaire, Jean Vigouroux, Joseph Beraudo, Stanley Hillier, Louis Cler (cap.), Raoul Dutheil, William Aitken, Charles Bardot, Pierre Fechino, Marius Besson. Entraîneur-joueur : William Aitken |
| Racing Club de Roubaix | François Encontre- Jules Cottenier, Eugène Mathoré, Marcel Lechantreux, Georges Verriest, Kramarik, Ernest Depoers, Leveugle Edmond, William Hewitt (cap.), Jules Cossement, Alexandre Gonce. Entraîneur : x            |